# 犢牛式 (槍械)
犢牛式（英語：Bullpup），又名無托式、小鬥牛犬式或小牛頭犬式，是一種槍機和彈匣位於扳機後方、没有真正意义上的后托的槍械结构設計，較常見於步槍上。根据英国枪械专家Jonathan Ferguson在2019～2020年所做的研究，英文“bullpup”一词来源于20世纪初期英国军工业将此类枪械比喻成幼年的斗牛犬，也就是“粗短、丑陋但仍富有攻击性和力量”。

## 历史
世界最早使用犢牛式武器是1901年的Thorneycroft式栓动卡宾枪。1918年法国造出了第一支犢牛式的半自动Faucon-Meunier式步枪。1936年法国的Henri Delacre注册了一支犢牛式冲锋枪。二战后波兰出身的Kazimierz Januszewski在恩菲尔德工厂里设计出了第一支犢牛式自动步枪EM2。
直到冷战时期，更成功的设计和改进才使武器成功。 1970年代，奥地利聯邦軍成为世界上第一支采用犢牛式槍械作为主要战斗武器的军队。从那以后，许多国家纷纷效仿，例如：法國、英國、澳大利亚、中華人民共和國和以色列等。

## 優點和缺點
以步槍為例，犢牛式設計優點有：

著名的犢牛式突擊步枪－斯泰爾AUG

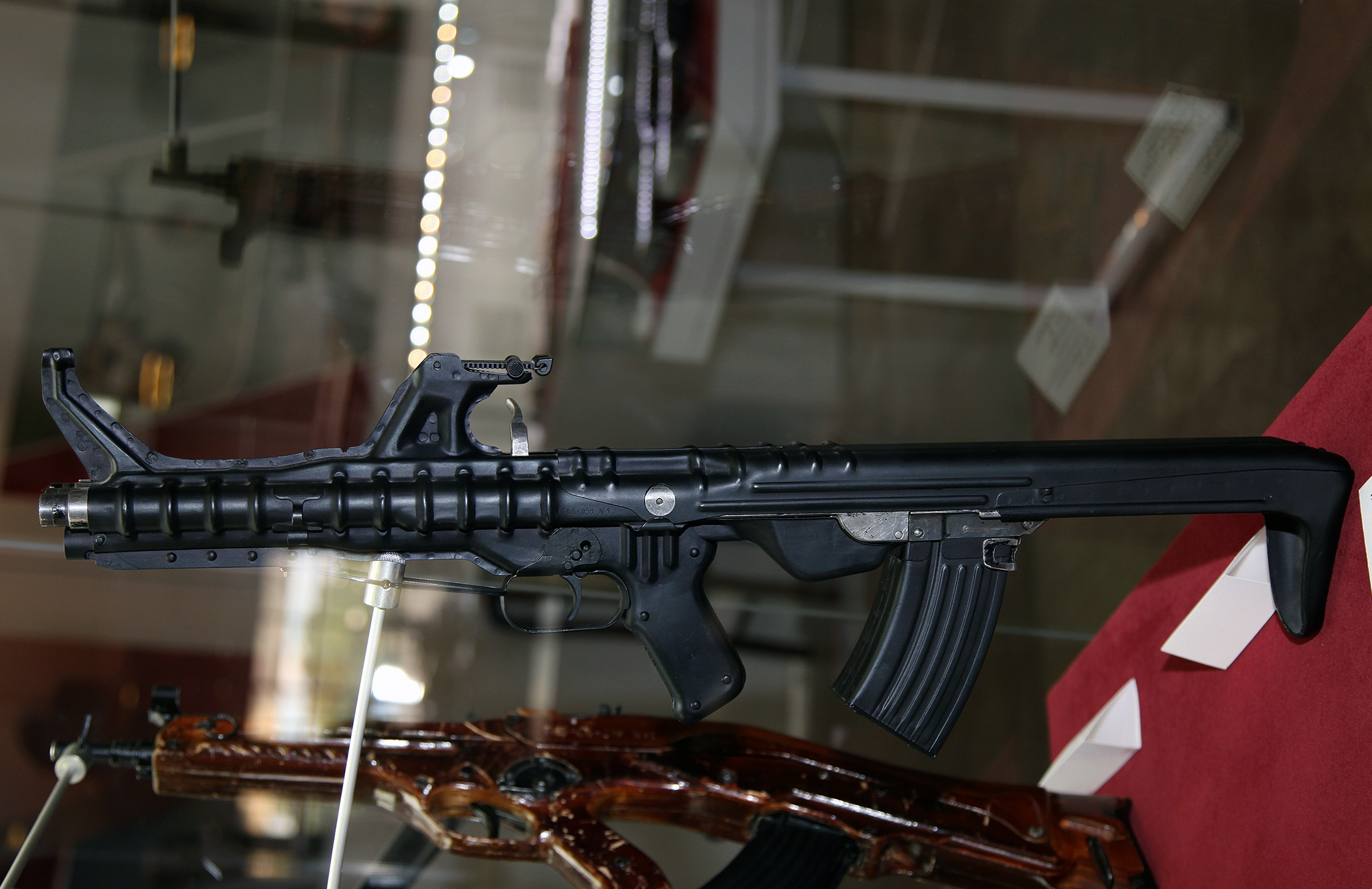
TKB-059

- 在相同的槍管長度、有效射程和彈道特性下縮短槍械整體長度和減輕重量。因此它既方便士兵在狹窄環境操作（例如進出裝甲車輛，从车辆内向外射擊，或是在城鎮、室內作战）时对灵活小巧的需要，又能满足在廣闊地形作战时对弹道性能的需要。
- 由於犢牛式步槍重心較近射手身體，使其有較小的轉動慣量，所需瞄準時間較短。
- 犢牛式槍械機匣在槍枝尾端，和槍肩托板之間的距離更短，後坐力更直接地傳遞到射手的肩部，槍身短，力矩也短，產生槍口上升的槓桿作用更小，因此射手較易控制槍身的穩定。
- 由於槍身重心多在或貼近控制扳機的手，有需要時，犢牛式步槍較便於單手攜帶，有的犢牛式槍甚至可以單手、兩點控槍（手與肩頭）射擊。

雖然犢牛式槍械設計具有以上的優點，但也存在着不小問題：
- 不能隨時左右手互換射擊，犢牛式槍械拋彈殼口相當貼近射手臉部，所以只能在射手的其中一邊（左或右）射擊，若在另一邊射擊的話拋出的彈殼會擊中射手臉部，所以射手只能在一邊射擊，因大部份人都習慣以右手控制扳機射擊，所以大量生產時便都設計成以右手控制，例如英國的SA80，這使得左撇子被迫改為用右手，更致命的是在巷戰裡面無法以左手開槍、導致極易被敵方火力壓制。部分槍枝例如FN F2000使用複雜的特殊機構將彈殼推送至槍身前方拋出來解決此問題，而FN的P90衝鋒槍則是將退彈口設置於下方。
- 因為犢牛式槍械的槍身較短，使得用傳統機械瞄具作瞄準的話瞄準基線較短，射擊遠目標時有所不足，所以通常需要加裝光學瞄具，因而增加了採購成本。
- 犢牛式槍械並不可採用彈鏈方式供彈，因為彈鏈供彈需要槍身左右兩邊都沒有被阻礙。對於輕機槍、通用機槍、 重機槍等，彈鏈可提供更持續的火力。不過在2020年，英國一名男子成功改造一把儒格96/44槓桿步槍成為彈鏈供彈的犢牛式槓桿步槍，其進彈嘴與拋殼口皆位於同一側，克服了技術障礙。[2]
- 習慣使用傳統槍械的射手亦須花一段時間重新熟習犢牛式槍械的重心和操作方式，例如95式自动步枪便因為不人性化的設計而飽受批評，拆裝保養時的防呆設計缺乏也需要教學成本。[3]
- 如果出現膛炸的情况，射手的面部將會受到嚴重傷害。
- 因为发射结构离面部距离较近射手会受到更多噪音影响。

## 改善
有些型號嘗試改善不能隨時左右手互換射擊的問題。
例如奧地利斯泰爾AUG及法國的FAMAS和以色列TAR-21可以透過更換小部份零件把機匣上的拋殼口位置轉換到另一邊。但這些設計都不能完全解決問題，因為實戰中射手經常需要短時間內以左手開火，特別是在城鎮巷戰之中。
這個問題在1970年代德國的HK公司開發的HK G11首次出現了解決方法，但卻衍生出彈藥安全問題。雖然G11採用無殼彈，因此無拋殼口，自然也沒有左右手問題，但當時的無殼彈在安全性上存在着一定隱憂。
之後比利時Fabrique Nationale（FN）推出名為P90的個人防衛武器（Personal defense weapon，PDW），供彈系統改為機匣頂置平排彈匣，發射時彈殼向下拋出，但P90的子彈為較短的5.7×28毫米子彈才可打橫平排在槍的上方，對於較長的子彈這種方法似乎不太可行。
直到2001年FN推出的F2000才使得用普通有殼步槍子彈也能解決犢牛式槍械拋殼方向問題。F2000採用的是5.56×45毫米標準北約口徑子彈，子彈發射後彈殼被移到位於槍管上方的彈殼槽內，射擊時首發彈殼會留在彈殼槽內，直至射擊至第三、四發，首發彈殼才會自然排出。
但其實早在1962年，蘇聯輕兵器設計師日耳曼·A·科洛波夫研製TKB-022時，已經設計出使用前置式拋殼口的犢牛式槍械。在發射以後，原來的彈殼會被抽出膛室並且經由機匣內部的機構位於槍管上方的拋殼管自然排出。

## 外部連結
- 维基共享资源上的相關多媒體資源：犢牛式